# Cnemidophorus
Cnemidophorus är ett släkte av ödlor. Cnemidophorus ingår i familjen tejuödlor.
Släktets arter förekommer från USA (delstaten Idaho) över Centralamerika och Sydamerika till Argentina. De största exemplaren lever i tropiska delar av Sydamerika samt på öar i Karibien. Liksom hos några andra tejuödlor finns inom flera arter bara honor och förökningen sker genom partenogenes. Trots denna jungfrufödsel finns honor som utför rörelser som påminner om kopulation, troligtvis för att öka antalet hormoner som styr äggläggningen.
I sydvästra USA blir individerna 6,9 till 13,7 cm långa (huvud och bål) och därtill kommer en något längre svans. Fjällen som täcker buken är betydlig större än fjällen på ryggen.

## Dottertaxa tillCnemidophorus, i alfabetisk ordning[1]
- Cnemidophorus abaetensis
- Cnemidophorus angusticeps
- Cnemidophorus arenivagus
- Cnemidophorus arizonae
- Cnemidophorus arubensis
- Cnemidophorus burti
- Cnemidophorus calidipes
- Cnemidophorus ceralbensis
- Cnemidophorus communis
- Cnemidophorus costatus
- Cnemidophorus cozumelae
- Cnemidophorus cryptus
- Cnemidophorus deppei
- Cnemidophorus dixoni
- Cnemidophorus exsanguis
- Cnemidophorus flagellicaudus
- Cnemidophorus gramivagus
- Cnemidophorus gularis
- Cnemidophorus guttatus
- Cnemidophorus gypsi
- Cnemidophorus hyperythrus
- Cnemidophorus inornatus
- Cnemidophorus labialis
- Cnemidophorus lacertoides
- Cnemidophorus laredoensis
- Cnemidophorus leachei
- Cnemidophorus lemniscatus
- Cnemidophorus lineattissimus
- Cnemidophorus littoralis
- Cnemidophorus longicaudus
- Cnemidophorus marmoratus
- Cnemidophorus martyris
- Cnemidophorus maximus
- Cnemidophorus mexicanus
- Cnemidophorus motaguae
- Cnemidophorus mumbuca
- Cnemidophorus murinus
- Cnemidophorus nativo
- Cnemidophorus neomexicanus
- Cnemidophorus neotesselatus
- Cnemidophorus nigricolor
- Cnemidophorus ocellifer
- Cnemidophorus opatae
- Cnemidophorus pai
- Cnemidophorus parecis
- Cnemidophorus parvisocius
- Cnemidophorus pseudolemniscatus
- Cnemidophorus rodecki
- Cnemidophorus sackii
- Cnemidophorus scalaris
- Cnemidophorus septemvittatus
- Cnemidophorus serranus
- Cnemidophorus sexlineatus
- Cnemidophorus sonorae
- Cnemidophorus tergolaevigatus
- Cnemidophorus tesselatus
- Cnemidophorus tigris
- Cnemidophorus uniparens
- Cnemidophorus vacariensis
- Cnemidophorus vanzoi
- Cnemidophorus velox

The Reptile Database listar bara 19 arter i släktet och flyttar de andra arterna till släkten som Aspidoscelis eller Ameivula.